# Mali Zvornik
Mali Zvornik (em cirílico: Мали Зворник) é uma vila da Sérvia localizada no município de Mali Zvornik, pertencente ao distrito de Mačva, na região de Podrinje. A sua população era de 4384 habitantes segundo o censo de 2011.

## Demografia
| 1948 | 1953  | 1961  | 1971  | 1981  | 1991  | 2002  | 2011  |
| ---- | ----- | ----- | ----- | ----- | ----- | ----- | ----- |
| 768  | 2 783 | 1 888 | 2 560 | 3 786 | 4 321 | 4 736 | 4 384 |